# Ordinariato di Francia per i fedeli di rito orientale

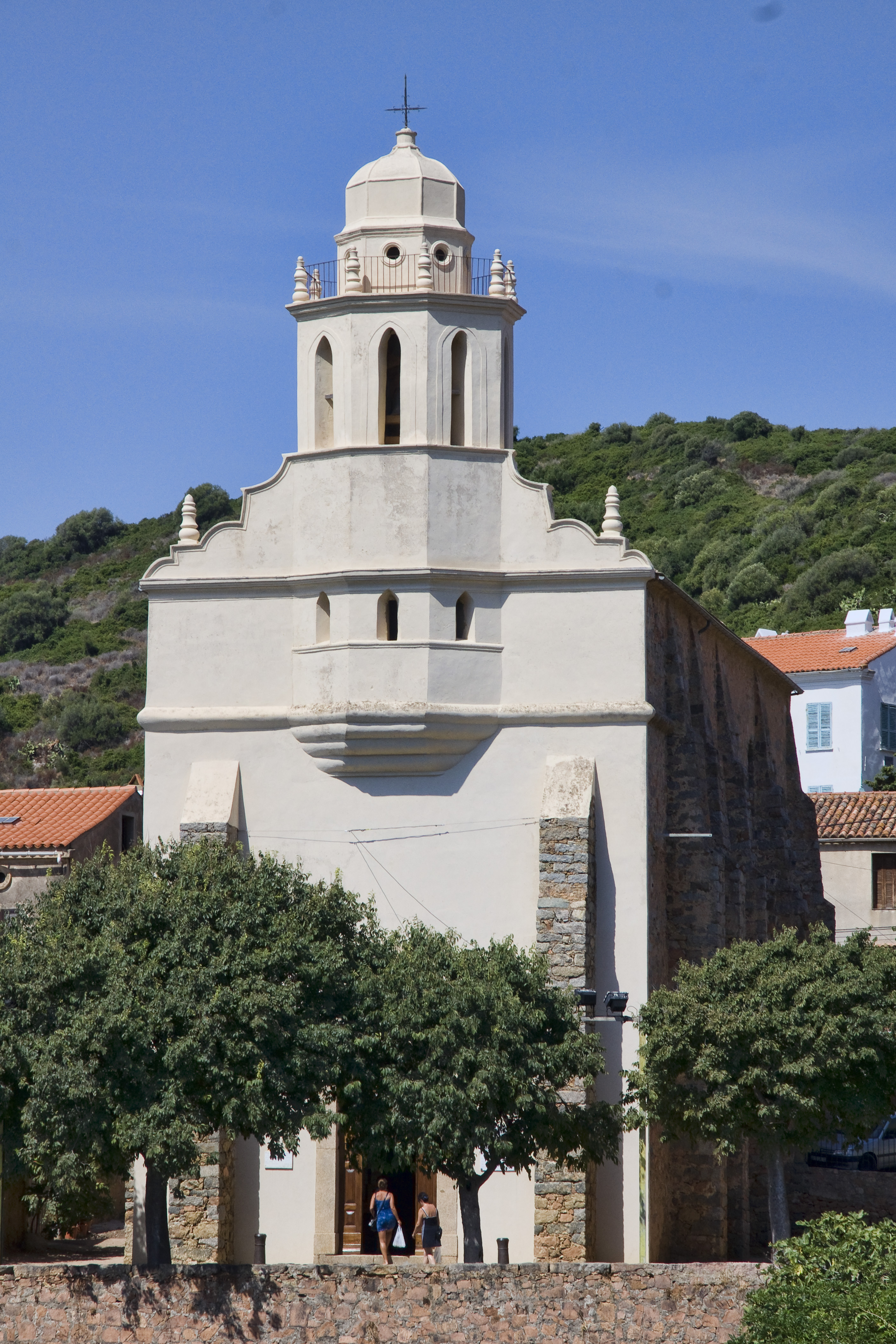
La chiesa greca di Cargese in Corsica.

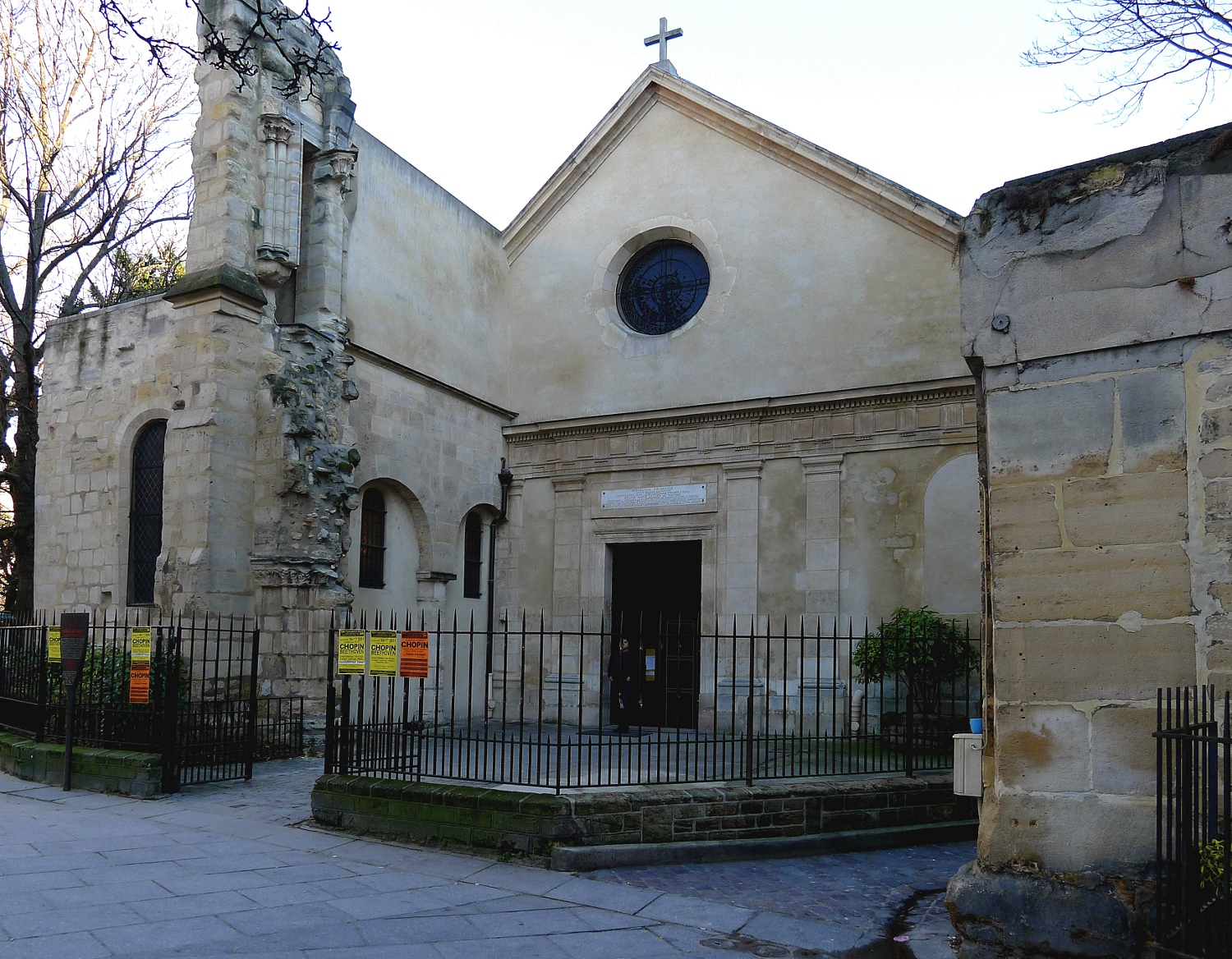
La chiesa melchita Saint-Julien-le-Pauvre di Parigi.

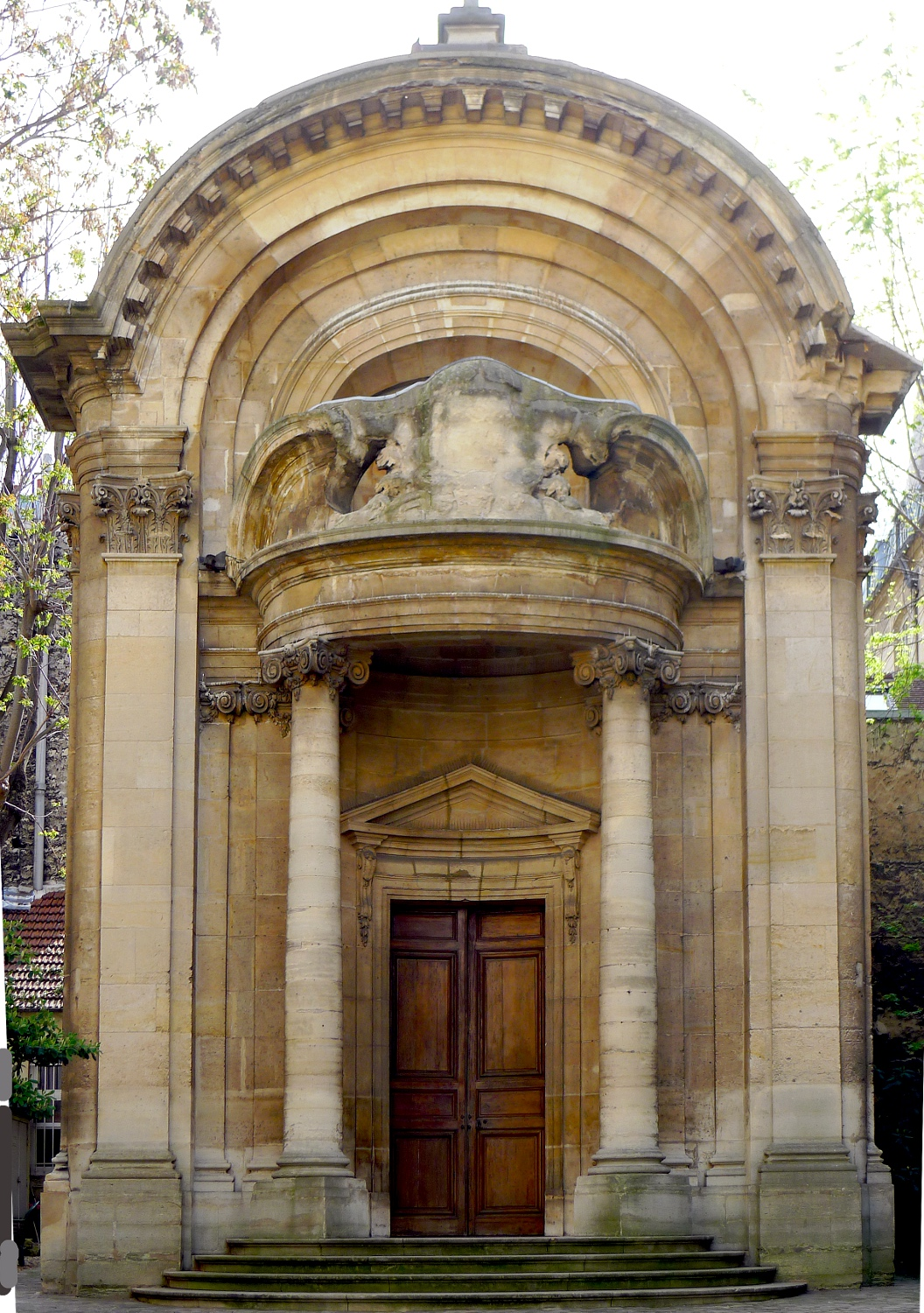
La chiesa di Sant'Efrem a Parigi, della Chiesa cattolica sira.

L'ordinariato di Francia per i fedeli di rito orientale (in latino: Ordinariatus Galliae) è una sede immediatamente soggetta alla Santa Sede. Nel 2021 contava 25.170 battezzati. È retto dall'arcivescovo Laurent Ulrich.

## Territorio
L'ordinariato ha giurisdizione sui fedeli di rito orientale che abitano sul territorio francese, ad esclusione di quelli che hanno un ordinario proprio, ossia i fedeli armeni, ucraini e maroniti.
Sede dell'ordinario è la città di Parigi.

### Parrocchie e chiese
Nel 2021 dall'ordinariato dipendono le seguenti comunità:
- appartenente alla Chiesa greco-cattolica rumena:
  - parrocchia San Giorgio a Parigi
  - chiesa di Santa Teresa, Le Blanc-Mesnil
- appartenente alla Chiesa cattolica copta:
  - parrocchia Nostra Signora d'Egitto a Parigi
- appartenenti alla Chiesa cattolica greco-melchita:
  - parrocchia San Giuliano il Povero a Parigi[2]
  - parrocchia San Nicola di Mira a Marsiglia[3]
- appartenente alla Chiesa cattolica sira:
  - parrocchia Sant'Efrem a Parigi
  - missione della Santa Famiglia a Lione
  - comunità di Tours
  - comunità di Strasburgo
  - comunità di Nantes
- appartenente alla Chiesa cattolica etiope/eritrea:
  - chiesa di Nostra Signora del Rosario di Parigi
  - chiesa della Santissima Trinità de l'Eraudière a Nantes.

## Storia
Fin dal 1922 esisteva nell'arcidiocesi di Parigi un'"Amministrazione diocesana per gli Stranieri", che era posta sotto l'autorità di un vescovo ausiliare. L'alto numero di immigrati mediorientali aveva portato l'arcivescovo Maurice Feltin a creare 8 parrocchie orientali a Parigi nel dicembre del 1953. La questione però non riguardava solo la capitale francese, ma l'intero territorio nazionale; infatti, secondo il censimento del 1954, in Francia risiedevano stabilmente circa 50.000 cattolici appartenenti ai vari riti orientali.
All'inizio del 1954, la commissione episcopale per gli stranieri elaborò un rapporto sulla situazione degli orientali in Francia e sull'opportunità di creare un "coordinamento" fra di loro.
Queste considerazioni spinsero la Santa Sede ad erigere l'ordinariato per i fedeli di rito orientale il 27 luglio 1954 con il decreto Nobilis Galliae Natio della Congregazione per le Chiese orientali, che dava attuazione ad una decisione ex audientia di papa Pio XII del 16 giugno precedente. L'ufficio di ordinario viene affidato all'arcivescovo pro tempore di Parigi, con facoltà di nominare uno o più vicari generali per i fedeli orientali.
In origine, l'ordinariato aveva giurisdizione su tutti i cattolici di rito orientale residenti in Francia; in seguito, per la creazione di una gerarchia propria, se ne sono distaccati gli armeni e gli ucraini il 22 luglio 1960, e i maroniti il 21 luglio 2012.

## Cronotassi degli ordinari
Si omettono i periodi di sede vacante non superiori ai 2 anni o non storicamente accertati.
- Maurice Feltin † (16 giugno 1954 - 1º dicembre 1966 ritirato)
- Pierre Marie Joseph Veuillot † (1º dicembre 1966 - 14 febbraio 1968 deceduto)
- Gabriel Auguste François Marty † (29 marzo 1968 - 31 gennaio 1981 ritirato)
- Jean-Marie Lustiger † (12 marzo 1981 - 14 marzo 2005 ritirato)
- André Armand Vingt-Trois † (14 marzo 2005 - 7 dicembre 2017 ritirato)
- Michel Aupetit (8 gennaio 2018 - 2 dicembre 2021 dimesso)
- Laurent Ulrich, dal 7 maggio 2022

## Statistiche
L'ordinariato nel 2021 contava 25.170 battezzati.
| anno | popolazione | popolazione | popolazione | presbiteri | presbiteri | presbiteri | presbiteri                | diaconi | religiosi | religiosi | parrocchie |
| anno | battezzati  | totale      | %           | numero     | secolari   | regolari   | battezzati per presbitero | diaconi | uomini    | donne     | parrocchie |
| ---- | ----------- | ----------- | ----------- | ---------- | ---------- | ---------- | ------------------------- | ------- | --------- | --------- | ---------- |
| 1961 | 6.009       | ?           | ?           | 22         | 7          | 15         | 273                       |         | 7         |           | 10         |
| 1975 | 9.500       | ?           | ?           | 40         | 6          | 34         | 237                       |         | 7         | 66        | 13         |
| 1985 | 45.000      | ?           | ?           | 51         | 11         | 40         | 882                       | 3       | 11        | 70        | 13         |
| 2000 | 41.000      | ?           | ?           | 76         | 35         | 41         | 539                       | 3       | 35        | 25        | 10         |
| 2001 | 47.420      | ?           | ?           | 71         | 34         | 37         | 667                       | 4       | 38        | 25        | 10         |
| 2002 | 45.000      | ?           | ?           | 72         | 37         | 35         | 625                       | 4       | 41        | 37        | 10         |
| 2003 | 45.000      | ?           | ?           | 73         | 36         | 37         | 616                       | 4       | 40        | 40        | 10         |
| 2004 | 45.000      | ?           | ?           | 73         | 36         | 37         | 616                       | 4       | 40        | 40        | 10         |
| 2009 | 125.000     | ?           | ?           | 35         | 11         | 24         | 3.571                     | 2       | 31        | 28        | 14         |
| 2013 | 127.000     | ?           | ?           | 17         | 17         |            | 7.470                     | 2       | 10        | 18        | 11         |
| 2016 | 25.000      | ?           | ?           | 36         | 33         | 3          | 694                       | 2       | 13        | 16        | 11         |
| 2019 | 25.100      | ?           | ?           | 36         | 33         | 3          | 697                       | 11      | 24        | 16        | 5          |
| 2021 | 25.170      | ?           | ?           | 36         | 33         | 3          | 699                       | 5       | 13        | 15        | 5          |